# چاه دریا
چاه دریا، دریا چه زیرزمینی چاه در رفسنجان کرمان، پدیده‌ای طبیعی است که میلیون‌ها لیتر آب را در کویر، و در زیر سطح رویین خاک، در خود جای‌داده و ازجمله معدود دریاچه‌های زیرزمینی است.
استان کرمان آثار طبیعی ای را در خود جای داده‌است که می‌توان به گرمترین نقطه زمین، گودترین چاله مرکزی ایران و کلوت‌های شهداد اشاره کرد از سوی دیگر برخی از پدیده‌های طبیعی در استان کرمان حتی به افسانه‌ها نیز راه یافته‌است که می‌توان به چاه دریا در رفسنجان اشاره کرد. در این بخش از فلات مرکزی ایران یکی از گودترین چاه‌های طبیعی ایران شکل گرفته‌است. این حفره ای بزرگ که مردم از آن به عنوان چاه دریا یاد می‌کنند در واقع دریاچه ای بزرگ از مخازن آب در زیرزمین است.
آنچه مسلم شده‌است اینکه در گذشته سطح آب این دریاچه زیادتر بوده‌است، اما پس از خشکسالی‌های متوالی در استان کرمان و برداشت‌های بی‌رویه از آب‌های زیرزمین برای آبیاری باغ‌های کشاورزی سطح آب آن به یکباره در معرض خشکیدگی کامل قرار گرفته و به شدت افت محسوسی یافته‌است.
فضای داخلی حفره تا سطح آب بسیار عظیم است و این پدیده طبیعی شرایط مناسبی را برای ماجراجویان و غارنوردان ایجاد کرده‌است، از این مکان به عنوان یکی از شگفتی‌های آثار طبیعی ایران یاد می‌شود که موجب رعب و وحشت بیننده می‌شود. ماجراجویان و غارنوردانی بوده‌اند که سعی در ورود به این حفره و دیدن این حفره زیر زمینی از نزدیک کرده‌اند که گاه موجب مرگ ماجراجویان نیز شده‌است.

## افسانه محلی در رابطه با چاه دریا
افسانه ای محلی چنین حکایت دارد که زمانی ساربانی در حین هی کردن شترانش در همین حوالی چاه در اطراف روستای «اودرج»، شترانش به داخل حفره ای از چاه دریا سقوط می‌کنند و از قضا چوبدستی اش نیز به داخل این چاه می‌افتد. اما مدتها بعد ساربان در شهر اصفهان مشغول سیاحت بوده که ناگهان چوبدستی خودش را در رود زاینده رود می‌بیند که بر روی آب شناور است و از آنجا می‌فهمند این چاه دریا یک باریکه راه ارتباطی است بین قناتها و رودهایی از آن ناحیه، البته که این افسانه هر چند خیالی و زاییده ذهن مردمان محلی منطقه است اما نشان از اهمیت و نفوذ این حفره در ذهن مردم دارد.

## محل وقوع چاه دریا
حفره چاه دریا بین شهرستان‌های رفسنجان و زرند و در نزدیکی روستای داوران است، و موقعیت دقیق این حفره عظیم ۱۵ کیلومتری غرب داوران است.

## علت وقوع و منشأ چاه دریا
این پدیده احتمالاً به دلیل فرونشست زمین در گذشته‌ها شکل گرفته‌است، کاوش‌هایی در خصوص علت وقوع و منشأ پدیده چاه دریا انجام شده‌است اما هنوز دلیل قطعی وجود این حفره مشخص نشده و به نظر می‌رسد ناشی از فرونشست زمین بوده‌است. این حفره در منطقه پوشیده از کانی‌های فرسایشی است و سطح زمین نیز بر روی حفره گنبدهایی رسی و ماسه ای و برجستگی‌هایی همسان قراردارد که شبیه کلوت‌های شهدادهستند که ارتباط آنها با وجود دریاچه هنوز کشف نشده‌است.